# لوییز لافیس

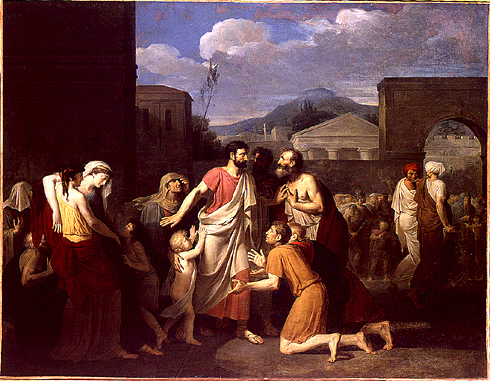
بازگشت به مارتاژ اثر لوییز لافیس

لوییز لافیس (انگلیسی: Louis Lafitte; ۱۵ نوامبر ۱۷۷۰ – ۳ اوت ۱۸۲۸) نقاش، و طراح اهل فرانسه بود.
وی همچنین برندهٔ جوایزی همچون لژیون دونور (شوالیه) شده‌است.